# Конрад Ґрюненберґ

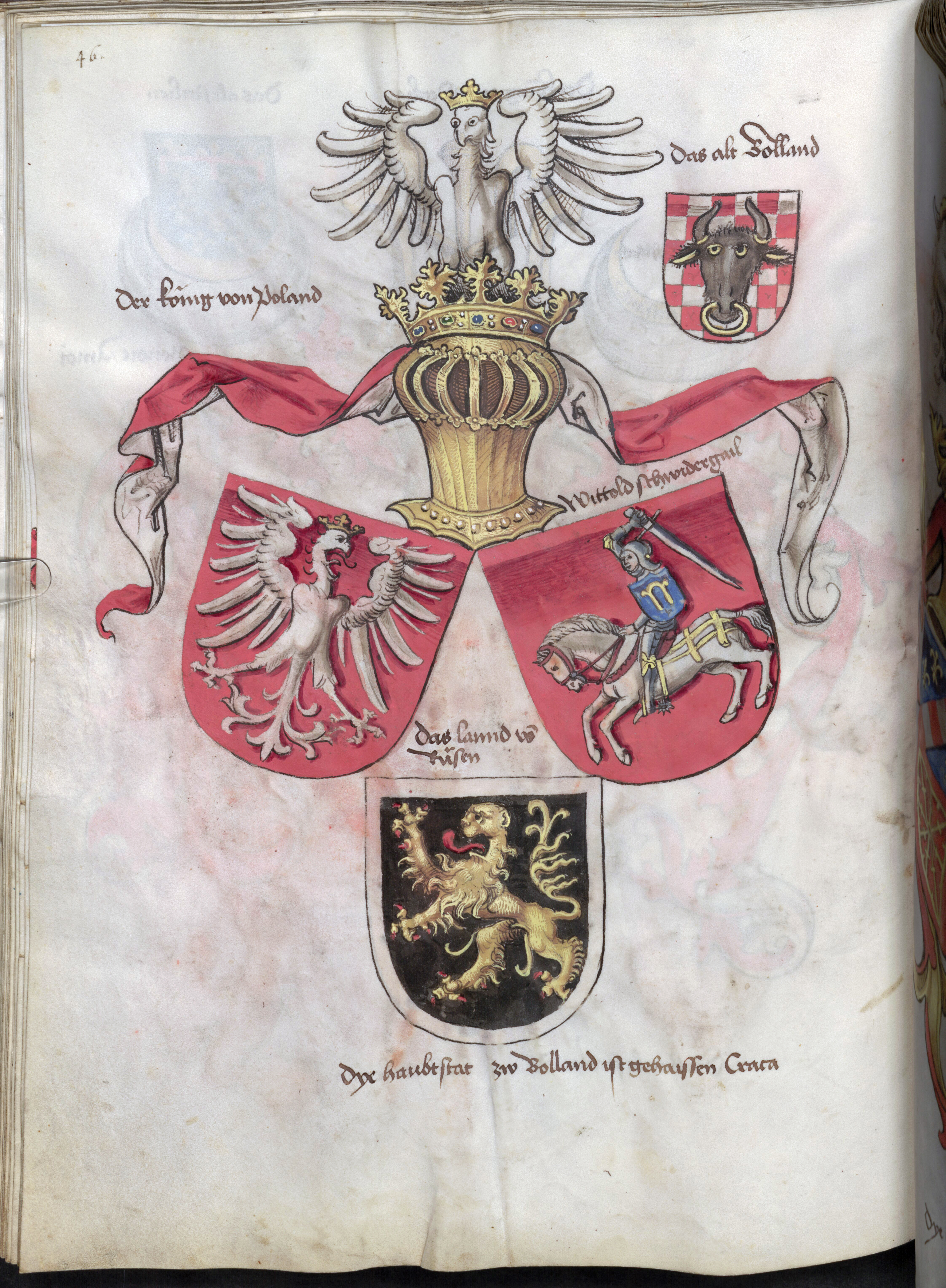
Герби Речі Посполитої, князя Вітовта, Королівства Русі з гербовника Ґрюненберґа

Конрад Ґрюненберґ (Conrad Grünenberg або Konrad Grünemberg, нар. 1420 — пом. 1494) — середньовічний лицар, шляхтич, бургомістр Констанца, автор Гербовника (Österreichische Wappenchronik) та ілюстрованого путівника про його паломництво до Єрусалиму 1486 р.

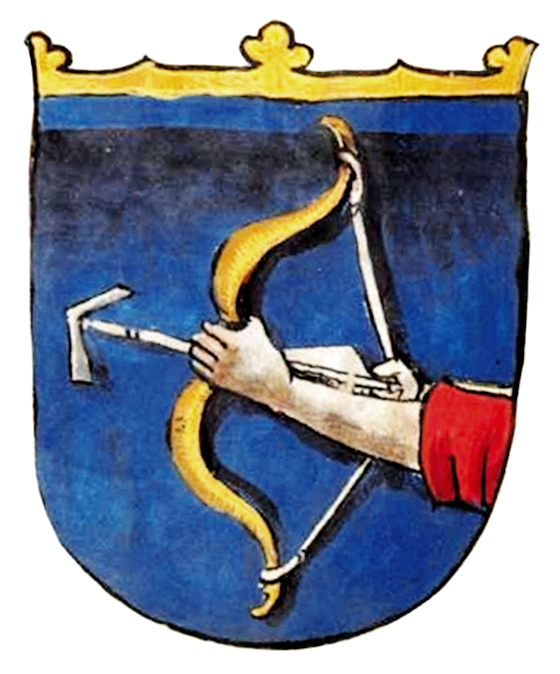
Герб Києва з гербовника Ґрюненберґа, 1480 р.

Точна дата народження та смерті невідомі. Народився у 1420-х рр., був нащадком відомого аристократичного роду. Син бургомістра м. Констанц (Швейцарія). Вперше згадується в 1441 році у списку підлітків.
В 1454—1462 рр. був членом міської ради Констанца, декілька разів обирався його бургомістром. З 1465 року на службі в імператора Фрідріха III. З 1468 року має титул лицаря.
Був кавалером Ордену Святого Гробу Господнього, Ордену Глечика та Австрійського Ордену Святого Георгія.
22 квітня 1486 року вирушив у паломництво до Єрусалиму. Написав відомий путівник Палестиною з багатьма ілюстраціями.
Автор одного з найбільш популярних середньовічних європейських гербовників (Wappenbuch Konrad Grünenberg), який містив опис та зображення гербів імператорів, королів, князів, шляхти, держав, міст Європи та колоній.
В гербовнику, окрім іншого, зображені герби Королівства Руси-України, Галичини, Києва, герби українських міст, князів, української шляхти.
1604 року вийшов Гербовник Георга Ортенбурга, який був свитком з гербовника Конрада Ґрюненберґа.

## External links
- Reginald Grünenberg: Ritter Conrad, mein Vater und ich [Архівовано 16 жовтня 2019 у Wayback Machine.] (PDF; 225 kB), ^Die Welt 25 August 2009.
- Grünenberg, Konrad: Das Wappenbuch Conrads von Grünenberg
- Christof Rolker, The baron who became an architect: (mis-)remembering Konrad Grünenberg (d. 1494) [Архівовано 14 липня 2017 у Wayback Machine.], 2017.